# Mistr hlavního oltáře z Oberbobritzsch
Mistr hlavního oltáře z Oberbobritzsch ("Meister des Hochaltars von Oberbobritzsch") byl německý malíř činný ve Freibergu v letech 1513-1520. Z jeho dílny pocházejí desky oltáře sv. Kateřiny v Mostě.

## Život a dílo
Malíř se pravděpodobně vyučil ve Freibergu. Jeho raná díla se vyznačují provinčním stylem se zaoblenými a dekorativně pojatými figurami s naivním výrazem. Malířský styl Mistra oltáře z Oberbobritzsch se změnil kolem roku 1520 vlivem spolupracovníka, který se vyučil v dílně Lucase Cranacha st.

### Oltář sv. Kateřiny v Mostě
Oltář z roku 1520 sestává ze střední desky se Stětím sv. Kateřiny (Oblastní muzeum v Mostě) a dvou oboustranně malovaných křídel (Děkanský úřad v Mostě). Na vnitřní straně jsou čtyři výjevy z života sv. Kateřiny (Křest sv. Kateřiny, Disputace s císařem Maxentiem, Obrácení císařovny a žalářníka na křesťanství, Upálení padesáti filosofů), na vnější straně jsou postavy světců sv. Ondřeje a sv. Kryštofa. V dolní části křídel jsou erby rodů von Voß, von Leutzsch, von Bernstein a von Pflug, pocházejících z Míšně. Kompletní oltář patrně měl i dvě pevná křídla, která chybí. Starší literatura připisovala autorství tzv. "Mistru Dippoldiswaldského oltáře". Jméno anonymního mistra změnil ve své revizi Ingo Sandner (1993). Mostecký oltář, jehož malířský styl má nejblíže k retáblům z Oberbobritzsch a Seifersdorfu, je importem z Míšně. Donátory byli pravděpodobně Christoph a Peter Bernsteinovi, kteří byli po ženské linii spřízněni s Pfluhy z Rabštejna.

### Známá díla
- Oltářní desky se čtrnácti sv. pomocníky, hlavní oltář kostela sv. Kunhuty, Rochlitz (1513)
- Oltář v Niederstriegis (1513)
- Oltářní křídla, kostel v Lauterbachu u Mariendorfu (1515)
- Deska s Ukřižováním a donátory, Hornické muzeum Freiberg (1515-1520)
- Oltářní křídla se sv. Martinem a sv. Vavřincem, městský kostel Glasshütte
- Oltářní křídla, kostel v Seifersdorfu (1518)
- Predela a oltářní křídla v Nikolaikirche, Dippoldiswalde (1520), část zničena roku 1945, dokumentována na fotografiích[4]
- Oltář sv. Kateřiny, děkanský kostel v Mostě (kolem 1520)
- Sv. Ondřej, sv. Jakub, vnější strana oltáře sv. Kateřiny, děkanský kostel v Mostě (1520)
- Oltář v Oberbobritzch s martyriem sv. Doroty, Kateřiny, Barbory, Markéty
- oltářní křídla s postavami světců, zámecká kaple Moritzburg (1520)
- Sv. Jiří, Tannenberg (1520)
- Zničeno při požáru: oltáře v Zöschau, Friedrichswalde